# Siglophora ferruginea
Siglophora ferruginea är en fjärilsart som beskrevs av John Henry Leech 1899. Siglophora ferruginea ingår i släktet Siglophora och familjen trågspinnare. Inga underarter finns listade i Catalogue of Life.